# Unguja Nord
Unguja Nord (en anglais Unguja North ; en swahili Kaskazini Unguja) est une région de la Tanzanie. Elle occupe le nord de l'île d'Unguja, l'île principale de l'archipel de Zanzibar.

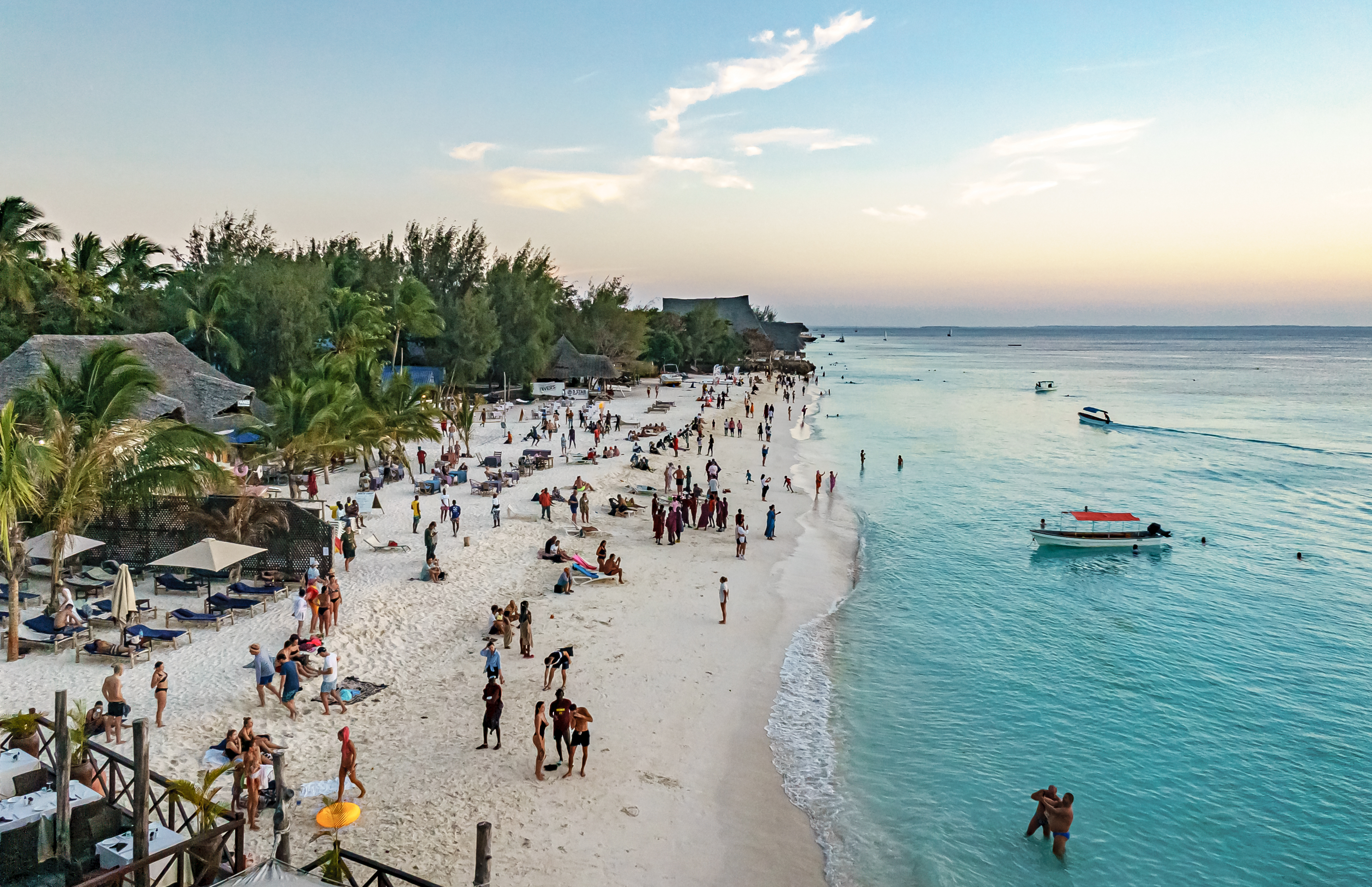
Tanzanie